# Hoher Steinweg Nr. 15
Das Haus Hoher Steinweg Nr. 15 war ein Patrizierhaus im heutigen Berliner Ortsteil Mitte.
Das Gebäude gilt als wahrscheinlich ältestes Bürgerhaus Berlins und gehörte zeitweise der Patrizierfamilie Winz. Einige Quellen geben an, das Haus sei bereits im 14. Jahrhundert entstanden, wohingegen es an anderer Stelle heißt, es stamme im Kern aus dem 15. Jahrhundert. Zusätzlich ist von einer Entstehung im Jahr 1680 die Rede. Das Haus mit seinen gotischen Spitzbögen und Strebepfeilern war eines der ersten im Massivbau ausgeführten Gebäude ohne Fachwerk. Sein Erdgeschoss schmückten ein Kreuzgewölbe mit Blattmusterverzierungen. Das Gebäude wurde zeitweise als Gaststätte, Lagerhaus Berliner Kaufleute, Weinlokal und zuletzt als Aufbewahrungsraum der Konsumgenossenschaft genutzt.
Trotz zahlreicher Proteste und Aufrufe, das im Zweiten Weltkrieg leicht beschädigte Gebäude zu restaurieren, wurde es nach einem Beschluss des Magistrats vom 13. September 1950 zwischen den Jahren 1955 und 1956 abgerissen.